# Ioana Iacob

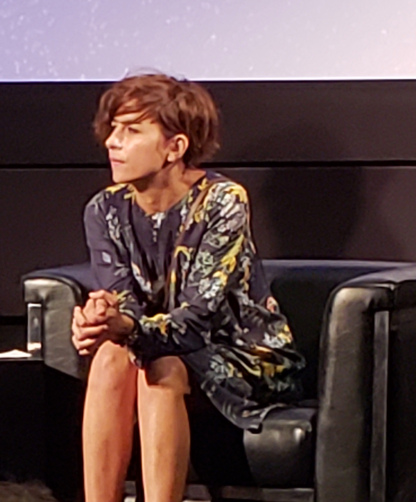
Ioana Iacob bei einer Diskussion über den Film Mir ist es egal, wenn wir als Barbaren in die Geschichte eingehen beim Toronto International Film Festival 2018

Ioana Iacob (* 24. Februar 1980 in Timișoara) ist eine rumänische Schauspielerin.

## Leben
Als Tochter einer Ärztin und eines Ingenieurs wuchs Iacob in Timișoara auf, wo sie eine deutsche Schule besuchte und Sportarten wie Ski und Tennis betrieb. Mit 16 Jahren stieg sie in die Schauspielgruppe des Lyzeums ein und so begann ihre Leidenschaft für das darstellende Spiel. Iacob studierte Schauspielkunst an der deutschen Schauspielabteilung der West-Universität Temeswar und schloss das Studium 2002 ab. Zudem ließ sie sich in Köln als Theaterpädagogin ausbilden.
Seit 2001 ist sie fest im Ensemble des  Deutschen Staatstheaters Temeswar und arbeitet dort u. a. mit Regisseuren wie Radu Nica, Volker Schmidt, Alexandru Dabija, Silviu Purcărete, Alexander Hausvater und Cornelia Chrombholz in verschiedenen Haupt- und Nebenrollen.
Ihre erste Fernsehrolle hatte Iacob 2005 in Andy Fetschers Horrorfilm Bukarest Fleisch, der vom  Hessischen Rundfunk kofinanziert wurde. In der ausgezeichneten Fernsehserie Im Angesicht des Verbrechens von Dominik Graf wurde sie 2008 in durchgehender Rolle besetzt. Seither bekleidet Iacob regelmäßig Rollen in diversen deutschen Filmreihen und Fernsehserien wie  Nachtschicht, SOKO Kitzbühel und Alarm für Cobra 11 und dreht für verschiedene Film- und Kinoprojekte.
Iacob lebt in Timișoara.

## Filmografie
- 2005: Bukarest Fleisch
- 2007: Der geköpfte Hahn (Cocoșul decapitat)
- 2008–2009: Im Angesicht des Verbrechens
- 2009: Rote Handschuhe
- 2012: SOKO Kitzbühel – Ohne Deckung
- 2010: Nachtschicht – Das tote Mädchen
- 2014: Alarm für Cobra 11 – Die letzte Nacht
- 2014: Mäander
- 2015: Oh Why Changing The World
- 2015: Dengler – Am zwölften Tag
- 2018: Mir ist es egal, wenn wir als Barbaren in die Geschichte eingehen (Îmi este indiferent dacă în istorie vom intra ca barbari)
- 2020: Uppercase Print
- 2021: Lieber Thomas
- 2022: Wir könnten genauso gut tot sein
- 2023: Bis ans Ende der Nacht